# Kelvin Kiptum
Kelvin Kiptum Cheruiyot (Keiyo District, 2 dicembre 1999 – Eldoret, 10 febbraio 2024) è stato un maratoneta keniota, detentore del record del mondo di questa specialità.

## Biografia
Il 4 dicembre 2022, all'esordio in maratona, conquistò il successo nella maratona di Valencia con un tempo di 2h01'53", diventando così il terzo uomo più veloce della storia (dietro ad Eliud Kipchoge e Kenenisa Bekele) su tale distanza; contestualmente, oltre a diventare il più veloce esordiente di sempre nella disciplina (nella stessa gara in cui tale riconoscimento era stato raggiunto al femminile anche dalla seconda classificata Letesenbet Gidey) divenne il terzo uomo a scendere sotto la barriera delle 2h02'00".
Il 23 aprile 2023 alla sua seconda maratona della carriera, a Londra, vinse e migliorò ulteriormente il suo tempo correndo in 2h01'25". Divenne così il secondo uomo più veloce di sempre sulla distanza giungendo a soli 16 secondi dal record del mondo fatto segnare dal connazionale Kipchoge a Berlino (oro alla Maratona di Berlino (Berlino) - 2h01'09). Dopo una prima metà di gara corsa con le lepri al ritmo di 61'40", il kenyano fece registrare il record della seconda mezza più veloce di sempre correndo gli ultimi 21 km in 59'45". 
Cinque mesi più tardi si ripeté a Chicago rendendosi protagonista di una prestazione con la quale infranse il record del mondo, correndo con il tempo di 2h00'35", e percorrendo gli ultimi 10 km in 27'52".
Morì il 10 febbraio 2024, all'età di 24 anni, a causa di un incidente stradale avvenuto lungo la strada che da Eldoret conduce a Kaptagat, in Kenya. Insieme a lui perì il suo allenatore Gervais Hakizimana.

## Competizioni internazionali
2019
- 5º alla Mezza maratona di Lisbona ( Lisbona) - 59'54"
- 6º alla Mezza maratona di Goteborg ( Göteborg) - 1h01'36"
- 11º alla Mezza maratona di Copenaghen ( Copenaghen) - 1h00'38"
- Oro alla Le Lion Belfort-Montbèliard ( Montbèliard) - 59'53"

2020
- 8º alla Mezza maratona di Kagawa Marugame ( Marugame) - 1h00'37"
- 6º alla Mezza maratona di Valencia ( Valencia) - 58'42"
- Argento alla Mezza maratona di Den Haag ( Den Haag) - 59'59"

2021
- 8º alla Mezza maratona di Valencia ( Valencia) - 59'02"
- Oro alla Route du Louvre ( Lens) - 59'35"

2022
- Oro alla Maratona di Valencia ( Valencia) - 2h01'53"

2023
- Oro alla Maratona di Londra ( Londra) - 2h01'25"
- Oro alla Maratona di Chicago ( Chicago) - 2h00'35"

## Riconoscimenti
- Atleta mondiale dell'anno (2023)